# Władysław Kałużny

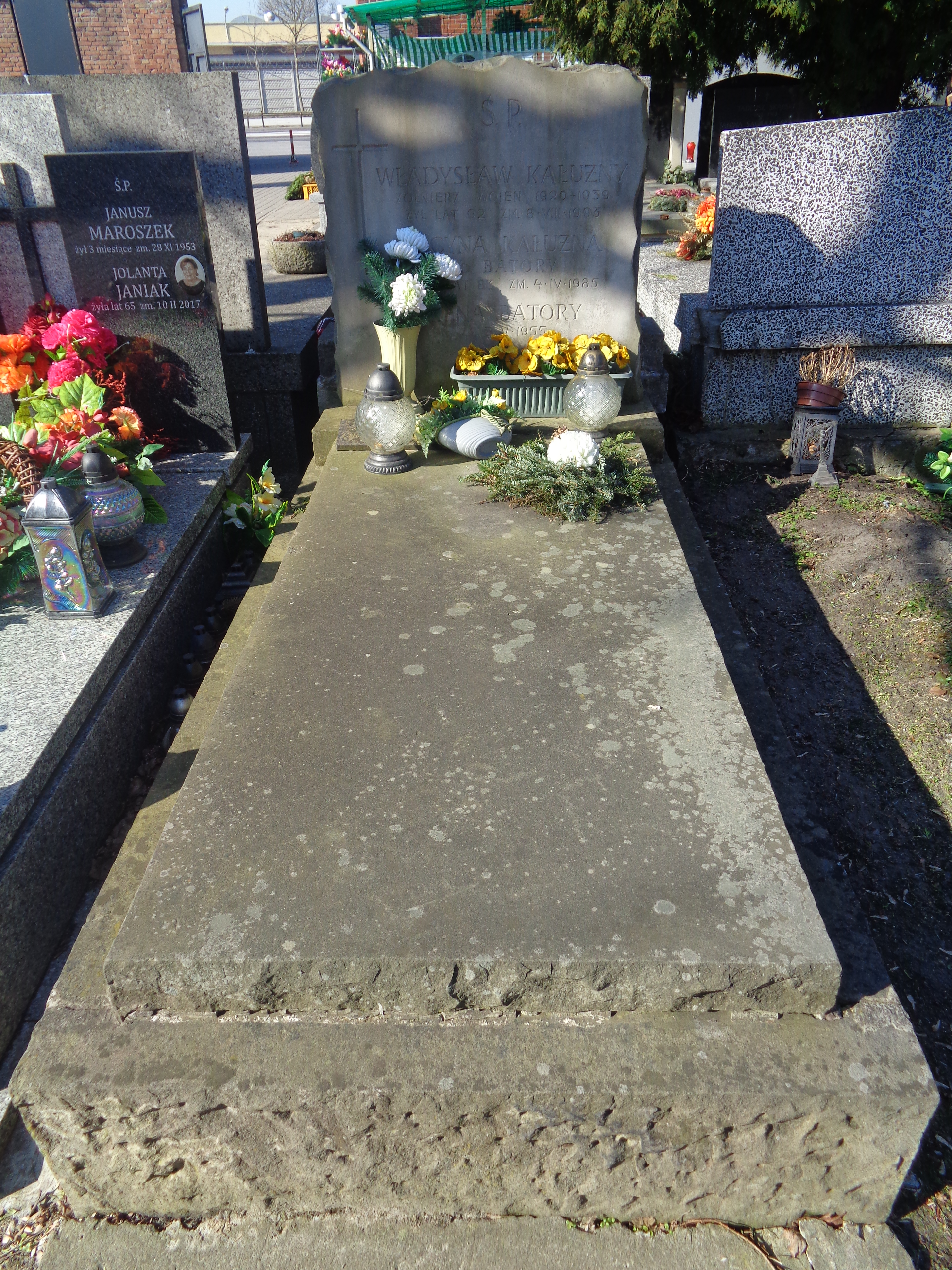
Nagrobek Władysława Kałużnego na Cmentarzu Powązkowskim

Władysław Kałużny (ur. 8 sierpnia 1901 w Chrustach Nowych, zm. 8 sierpnia 1995 w Łodzi) – ekonomista, działacz ruchu krajoznawczego w ramach Polskiego Towarzystwa Turystyczno-Krajoznawczego (PTTK).

## Wykształcenie
W roku 1920 ukończył średnią Szkołę Handlową Towarzystwa Szerzenia Wiedzy Handlowej w Łodzi. W roku 1932 ukończył Studium Ekonomiczno-Prawne Wolnej Wszechnicy Polskiej w Łodzi. W roku 1957 uzyskał dyplom inżyniera włókiennika w specjalności odzieżownictwo.

## Służba wojskowa
Brał udział w wojnie 1919–1920 jako ochotnik, walcząc w 2 baterii 10 pułku artylerii ciężkiej pod Skierniewicami i w obronie Płocka, za co otrzymał 14 października 1921 Odznaka Ofiarnych O.K.O.P.Odznakę Ofiarnych O.K.O.P. 1920. Brał udział w wojnie obronnej 1939 jako zwiadowca i telefonista konny 10 PAL, pod koniec kampanii, we wrześniu 1939 został wzięty do niewoli. Po zwolnieniu z obozu jenieckiego w Radomiu, w październiku 1939 wrócił do Łodzi. Na początku grudnia 1939 został aresztowany i zamknięty w Radogoszczu. Pod koniec grudnia 1939 został zwolniony i wywieziony do Krosna. Z Krosna przedostał się do Warszawy i pozostawał tam do 1944.

## Praca zawodowa
Pracę zawodową podjął w połowie 1920 i aż do 1939 pracował w Spółce Akcyjnej Wyrobów Bawełnianych „Wola”.
Podczas okupacji w latach 1940–1944 pracował w Warszawie w fabryce dziewiarsko-konfekcyjnej A.M. Feliks. Po wyzwoleniu wrócił do Łodzi i rozpoczął pracę najpierw w Zjednoczeniu Przemysłu Konfekcyjnego Okręgu Łódzkiego, a następnie w Centralnym Zarządzie Przemysłu Odzieżowego. Później w Zjednoczeniu Przemysłu Odzieżowego zajmował kolejno stanowiska: dyrektora technicznego, dyrektora naczelnego, dyrektora techniki i ruchu oraz naczelnika wydziału inwestycji. Na emeryturę przeszedł w roku 1971.

## Pozazawodowa działalność społeczna
Był działaczem Stowarzyszenia Włókienników Polskich. W latach 1947–1973 był sekretarzem Zarządu, wiceprezesem Zarządu Oddziału Łódzkiego oraz Oddziału Wojewódzkiego Naczelnej Organizacji Technicznej (NOT) w Łodzi. W latach 1962–1984 był członkiem prezydium, także przewodniczącym Komisji Rozwoju Pracy Terenowej.

## Działalność społeczna w krajoznawstwie
W 1922 wstąpił do Polskiego Towarzystwa Krajoznawczego (PTK) i w tym samym roku do Polskiego Towarzystwa Tatrzańskiego (PTT). W roku 1935 pełnił funkcję członka Komisji Rewizyjnej Oddziału Łódzkiego PTK, a w latach 1936–1939 funkcję skarbnika. Od 1945 aż do połączenia się w 1950 obu Towarzystw w PTTK (co w Łodzi nastąpiło w marcu 1951) był prezesem Zarządu Oddziału Łódzkiego PTK i wiceprezesem Łódzkiego Oddziału PTT. W latach 1951–1960 był prezesem Zarządu Okręgu PTTK w Łodzi, a w latach 1963–1973 przewodniczącym Okręgowej Komisji Kół Zakładowych. W 1974 zorganizował Komisję (później Klub) Seniora działaczy PTTK i przewodniczył mu do 1992. Członek Honorowy PTTK od roku 1981.
Uprawiał czynnie turystykę górską, jeździł na nartach.

## Odznaczenia i wyróżnienia
- Krzyż Kawalerski Orderu Odrodzenia Polski,
- Złoty Krzyż Zasługi,
- Srebrny Krzyż Zasługi,
- Odznaka Ofiarnych O.K.O.P.,
- Honorowa Odznaka Miasta Łodzi,
- Honorowa Odznaka Województwa Łódzkiego,
- Medal Zwycięstwa i Wolności 1945,
- Złota Honorowa Odznaka Stowarzyszenia Włókienników Polskich NOT,
- Złota Honorowa Odznaka PTTK.

## Miejsce spoczynku
Zmarł 8 sierpnia 1995. Pochowany na cmentarzu Powązkowskim w Warszawie (kwatera 154c-3-30).